# Don't Want to Wait Anymore
Don't Want to Wait Anymore is een nummer van de Amerikaanse rockband The Tubes uit 1981. Het is de eerste single van hun vijfde studioalbum The Completion Backward Principle.
Het nummer werd een bescheiden hit in Amerika, waar het de 35e positie behaalde in de Billboard Hot 100. In Nederland flopte het nummer met een 17e positie in de Tipparade, desondanks werd het er wel een radiohit.